# Sergej Kostenko
Sergej Kostenko, född 17 september 1992, är en rysk professionell ishockeymålvakt.
Han blev ukrainsk mästare med HK Donbass Donetsk 2019.